# Přídavná raketa
Přídavná raketa je raketa, která pomáhá vynešení nějakého objektu na oběžnou dráhu. Typem přídavné rakety je např. SRB (Space Shuttle Solid Rocket Booster), pomocný startovní blok u raketoplánu Space Shuttle.
Tyto rakety se po dohoření svých pohonných látek odpojí od rakety a buď se odpojí od objektu, který vynášely a na padácích spadnou do moře, kde jsou vyloveny (příkladem takového využití jsou právě stupně SRB), nebo za se odpojí už v takové výšce, že zůstanou „viset“ ve vesmíru nebo se odpojí na suborbitální dráze, kde po několika obězích Země spadnou do atmosféry a tam shoří.